# پولتساما
پولتساما (به استونیایی: Põltsamaa) یکی از شهرهای کشور استونی است.
این شهر در سال ۲۰۱۱ میلادی ۴٬۱۸۸ نفر جمعیت داشته‌است.

## تاریخچه
پولتساما در جریان عملیات بارباروسا در جنگ جهانی دوم روز ۲۲ ژوئیه سال ۱۹۴۱ به تصرف مهاجمان آلمانی درآمد.

## نگارخانه

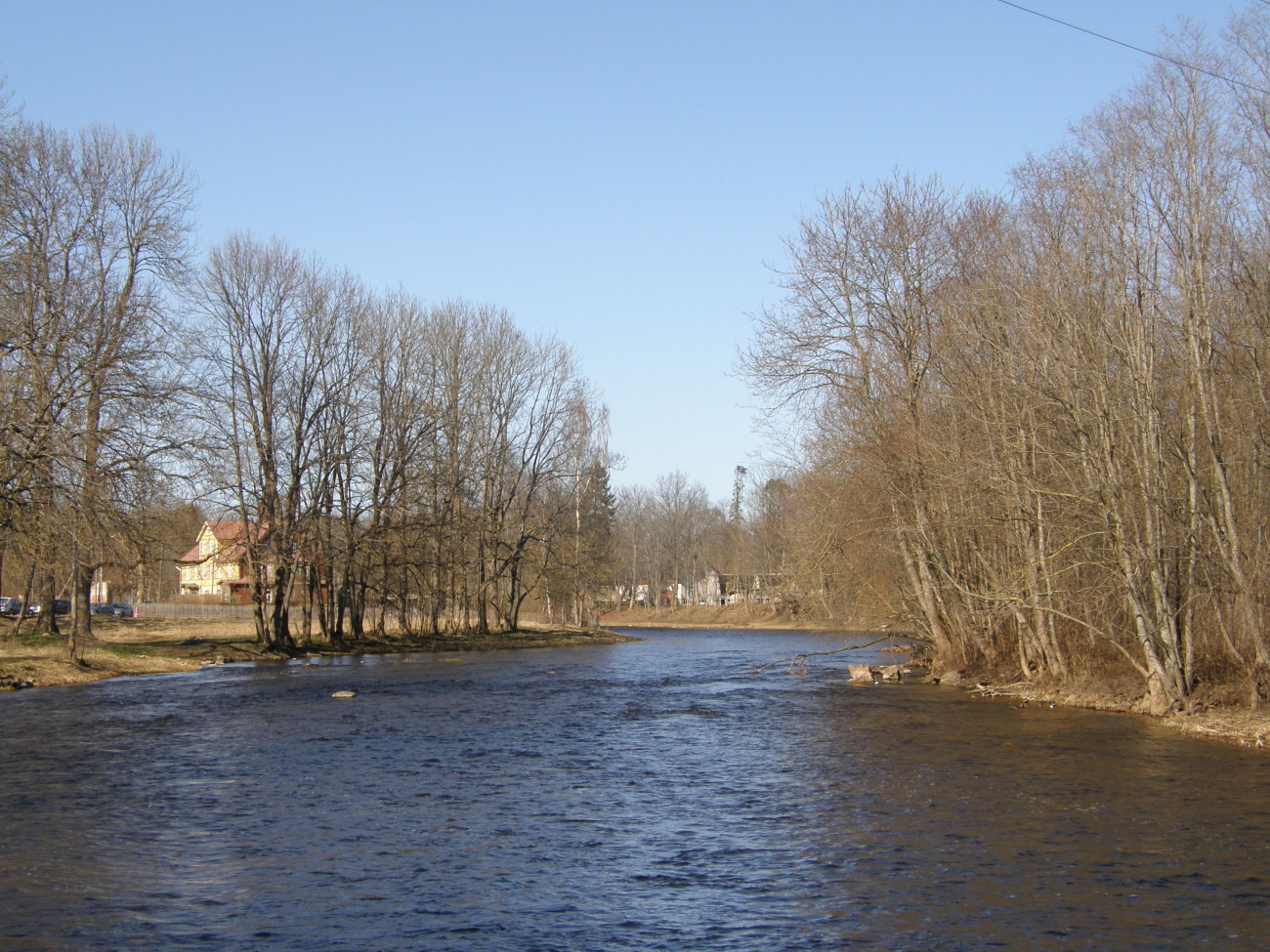
رود پولتساما
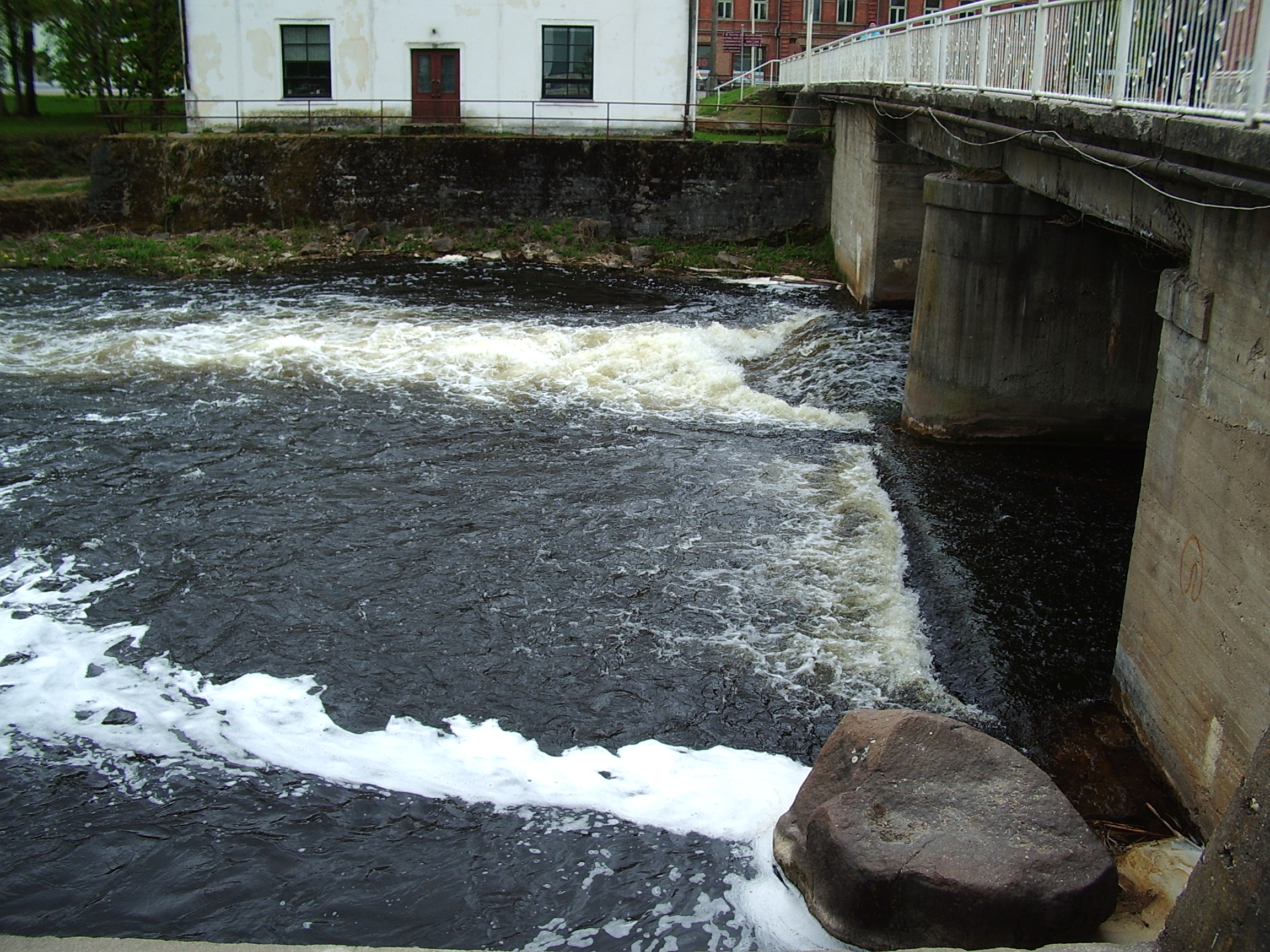
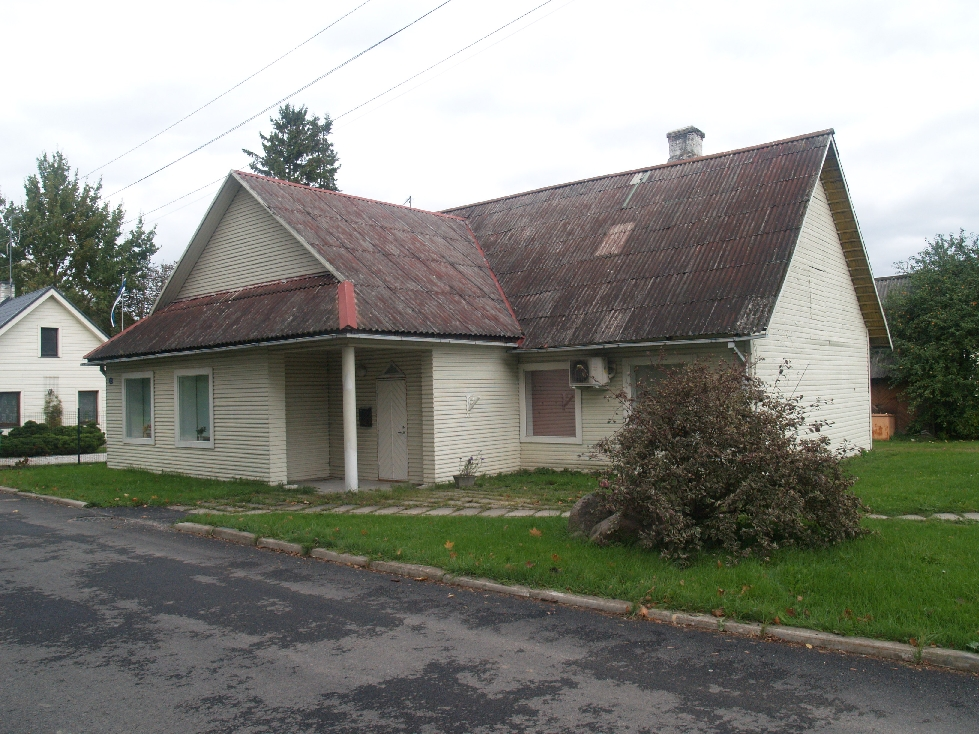
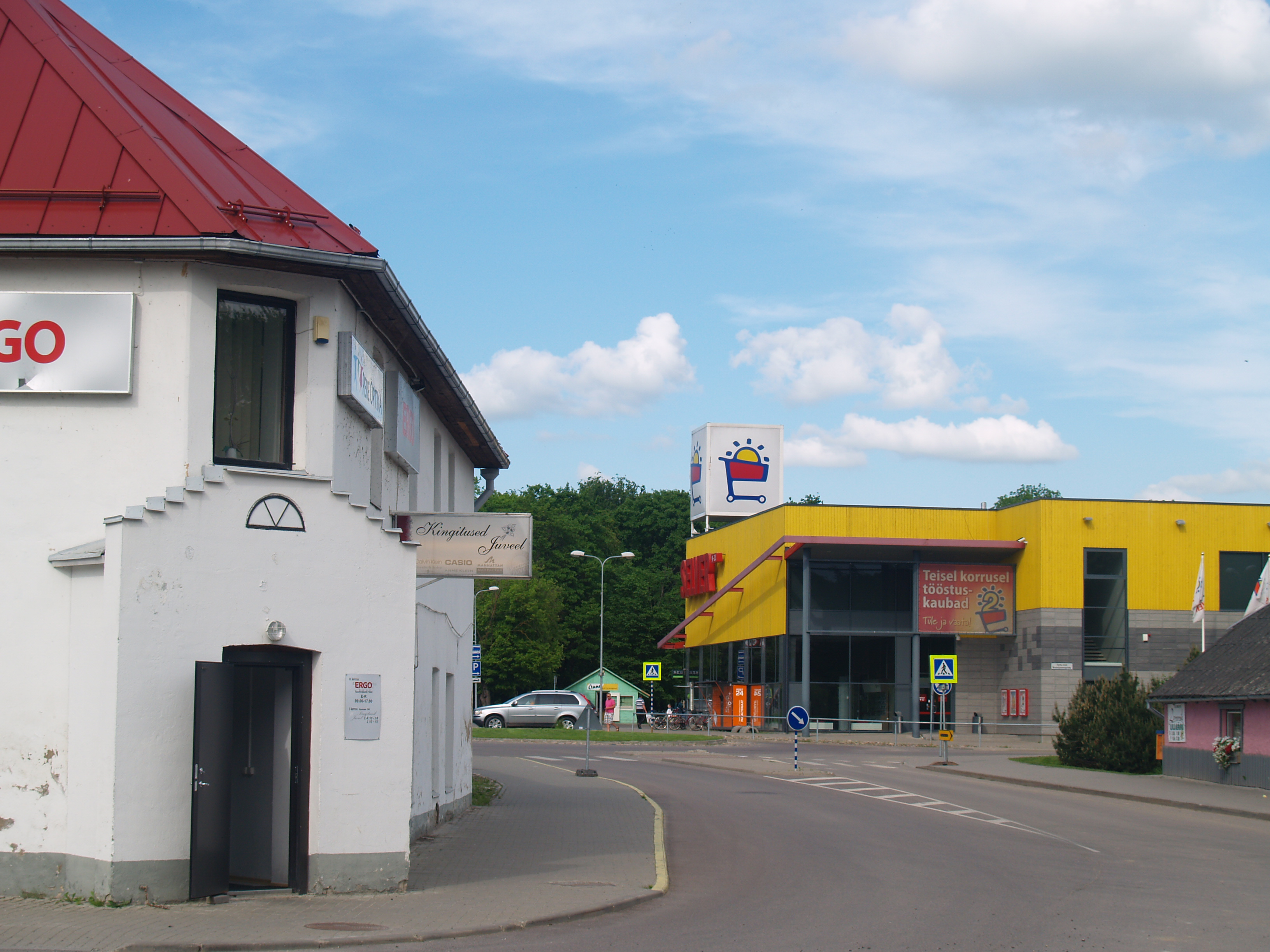
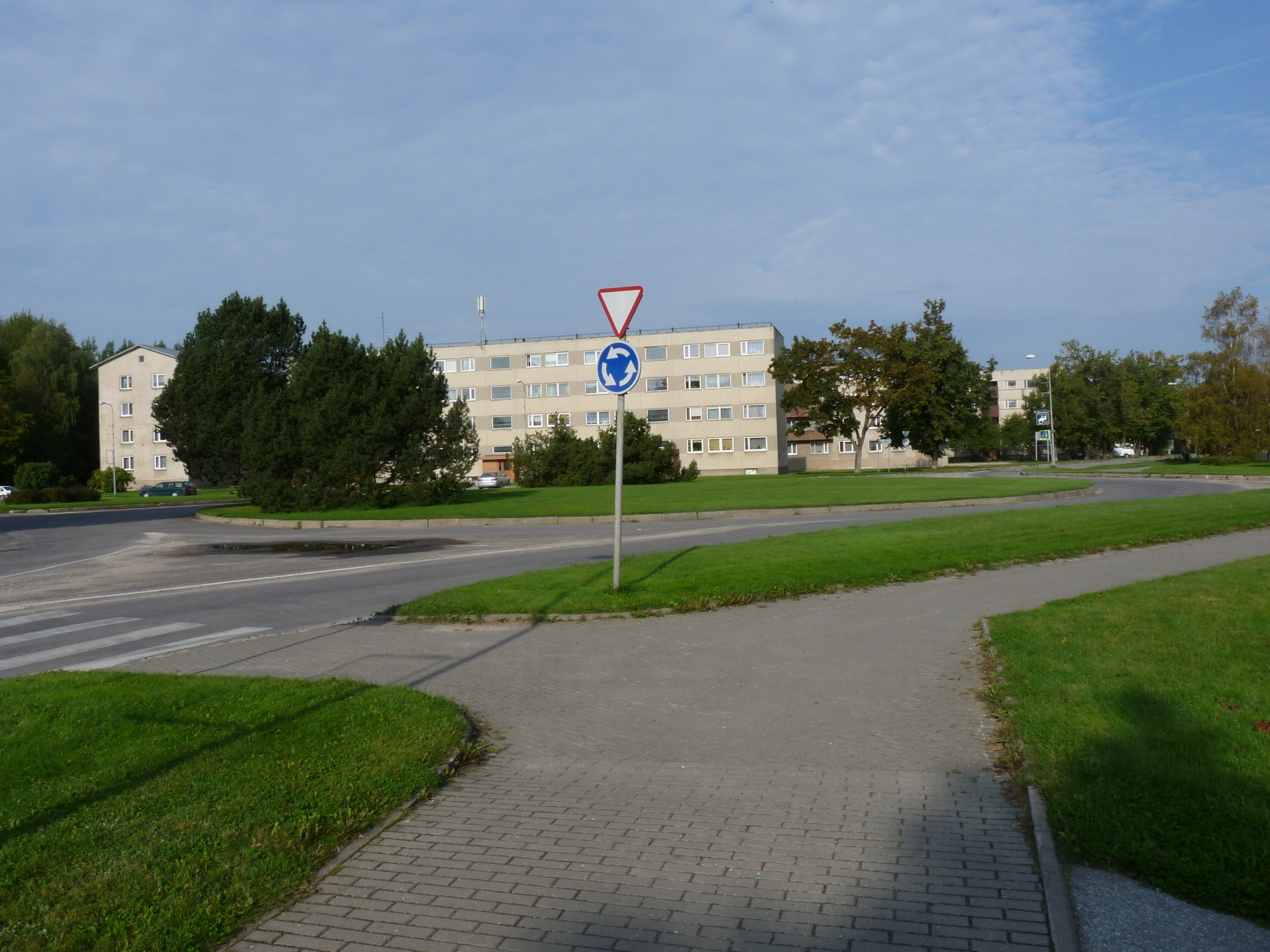
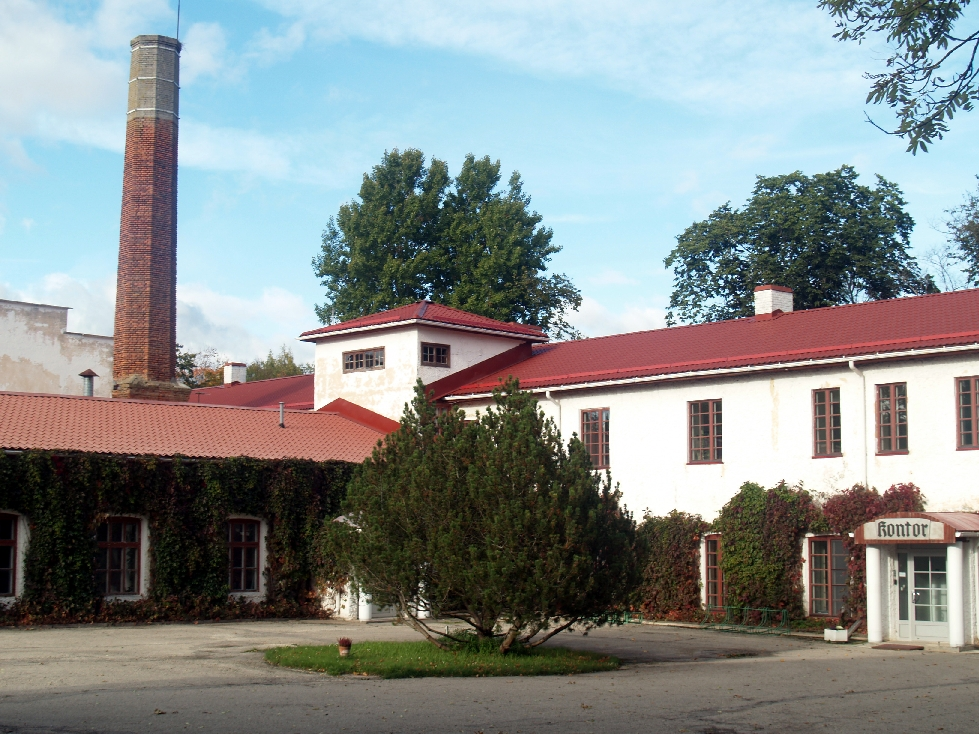